# أغنيس ألين
أغنيس ألين (بالإنجليزية: Agnes Allen)‏ هي لاعب كرة قاعدة أمريكية، ولدت في 21 سبتمبر 1930 في ألفورد في الولايات المتحدة، وتوفيت في 24 فبراير 2012 في فلاندريو في الولايات المتحدة.